# Alyangula
Alyangula ist eine Aborigines-Siedlung auf Groote Eylandt, die etwa 600 Kilometer östlich von Darwin und etwa 40 Kilometer vom australischen Festland entfernt im Golf von Carpentaria im Northern Territory, Australien, liegt. Der Ort ist eine Bergarbeitersiedlung mit etwa 750 Einwohnern.

## Einrichtungen
Im Ort befinden sich die Alyangula Area School und die Alyangula Health Clinic.
Alyngula besitzt eine Polizeistation mit 14 Polizisten, die für etwa 4000 Personen in den Orten Angurugu, Umbakumba, Milyakburra und Numbulwar zuständig ist. Milyaburra, eine Siedlung auf Bickerton Island, wird von der Polizei entweder mit Flugzeugen oder Booten erreicht. Numbulwar auf dem australischen Festland wird monatlich an drei Tagen aufgesucht. Außer in Alyangula, Umbakumba und in verschiedenen Gebieten an der Ostküste von Groote Eylandt herrscht ein Alkoholverbot, das die Polizei überwacht.

## Tourismus
Es gibt eine Landebahn, die von den Fluggesellschaften Airnorth Regional und Vincent Aviation angeflogen wird.
Auf dem Gebiet von Alyngula befinden sich das Dugong Beach Resort und ein Golfplatz.